# Meedenerdiep
Le Meedenerdiep ou Muntendammerdiep est un canal néerlandais de la province de Groningue.
Le canal relie Veendam à Zuidbroek et via le Winschoterdiep à Groningue et l'Allemagne. Les localités de Muntendam, Tussenklappen et Tusschenloegen sont situées sur le canal.
La particularité de ce canal est d'être le seul à ne pas être creusé. Afin d'aménager cette voie navigable, on a construit deux digues latérales, entre lesquelles on a fait venir l'eau. Le niveau du fond du canal se trouve donc à la même hauteur que les sols environnants.

## Source
- (nl) Cet article est partiellement ou en totalité issu de l’article de Wikipédia en néerlandais intitulé « Meedenerdiep » (voir la liste des auteurs).